# Alefa
Alefa (amharique : ዐለፋ) est l'un des woredas de la région d'Amhara en Éthiopie. Faisant partie de la zone Semien Gondar, Alefa est bordée au sud-ouest par la zone Agew Awi, à l'ouest par Qwara, au nord par Takusa, à l'est par le lac Tana et au sud-est par la zone Mirab Gojjam. Le centre administratif d'Alefa est Shawra ; d'autres villes incluent Dengel Ber, Esey Dibir et Gomenge. Les fleuves incluent le Dinder. Les woredas Jawi et Takusa sont séparés d'Alefa.

## Étymologie
Alefa tire son nom de la région historique au sud-ouest du lac Tana, qui est la cible d'une expédition punitive menée par l'empereur Susenyos en 1608.

## Démographie
D'après le recensement national de 2007 réalisé par l'Agence centrale des statistiques d'Éthiopie (CSA), ce woreda compte une population totale de 170 491 habitants, soit une augmentation de -20,32% par rapport au recensement de 1994, dont 86 350 hommes et 84 141 femmes; 11 639 ou 6,83% sont des citadins. Avec une superficie de 1 961,66 kilomètres carrés, Alefa a une densité de population de 86,91, ce qui est supérieur à la moyenne de la zone de 63,76 personnes par kilomètre carré. Au total, 36 072 ménages sont dénombrés dans ce woreda, soit une moyenne de 4,73 personnes par ménage et 34 901 logements. La majorité des habitants pratiquaient le christianisme orthodoxe éthiopien, 99,5% déclarant que c'est leur religion.
Le recensement national de 1994 fait état d'une population totale pour ce woreda de 213 961 habitants dans 41 309 ménages, dont 110 112 hommes et 103 849 femmes; 12 012 ou 5,61% de sa population sont des citadins à l'époque. Les deux plus grands groupes ethniques signalés à Alefa sont les Amhara (96,49%) et les Agaw Awi (3,19%); tous les autres groupes ethniques représentaient 0,32% de la population. Deux minorités notables déclarées vivre dans ce woreda sont les suivantes: les Weyto, qui seraient le premier groupe ethnique survivant à s'installer autour du lac Tana et comptaient 397 ou 0,19% de la population; et 71 personnes que le recensement qualifie de "Felasha". L'amharique est parlé comme première langue par 96,75% et 3,18% parlaient l'awngi ; les 0,07% restants parlaient toutes les autres langues principales déclarées. 99,36% pratiquaient le christianisme orthodoxe éthiopien.

## Économie
Un dénombrement par sondage effectué par le CSA en 2001 interroge 46 683 agriculteurs dans ce woreda, qui possédaient en moyenne 0,73 hectare de terres. Sur les 63,72 kilomètres carrés de terres privées recensées, 94,92 % sont en culture, 3,46 % sont des pâturages, aucun n'est en jachère et les 1,62 % restants sont consacrés à d'autres usages ; la quantité de terres boisées détenues est manquante. Pour les terres cultivées à Alefa, 75,38% sont plantées en céréales comme le teff, le sorgho et le maïs, 0,5% en légumineuses comme les féveroles, 0,24% en cultures pérennes comme le café et 6,3% toutes les autres cultures ; les chiffres concernant la superficie totale consacrée aux oléagineux, aux plantes-racines et aux légumes manquent. Les cultures permanentes comprenaient 112,86 hectares plantés en café, 103,85 en gesho ou houblon et 2,56 en arbres fruitiers. 79,8% des agriculteurs élèvent à la fois des cultures et du bétail, tandis que 15,4% ne cultivent que des cultures et 4,75% n'élèvent que du bétail.  